# Poletne olimpijske igre 1920
Poletne olimpijske igre 1920 (uradno Igre VII. olimpijade) so potekale leta 1920 v Antwerpnu (Belgija). Samo mesto je bilo izbrano aprila 1919 kot v spomin na žrtve Belgije med prvo svetovno vojno. Drugi dve kandidatki sta bili Amsterdam in Lyon.
To so bile prve olimpijske igre, na katerih so izrekli olimpijsko prisego, prve, na katerih so izpustili golobice kot simbol miru in prve, na katerih so razvili olimpijsko zastavo.